# قائمة الدول حسب معدل الوفيات المتعلقة بالمرور
تظهر قائمة البلدان هذه حسب معدل الوفاة المرتبط بالمرور، العدد السنوي للوفيات الناجمة عن حوادث الطرق لكل فرد سنويا، لكل مركبة من المركبات ولكل مركبة في بعض البلدان في السنة التي جمعت فيها البيانات.
ووفقا لمنظمة الصحة العالمية، تسببت إصابات حوادث الطرق في وقوع ما يقدر بنحو 1.15 مليون حالة وفاة في جميع أنحاء العالم في عام 2010 فقط. وهذا يعني أن شخصا واحدا يقتل كل 25 ثانية. وهناك 28 بلدا فقط، تمثل 449 مليون نسمة (7 في المائة من سكان العالم)، لديها قوانين ملائمة تعالج جميع عوامل الخطر الخمسة (السرعة، الشراب، الخوذ، أحزمة الأمان، ومقاعد الأطفال). وأكثر من ثلث الوفيات الناجمة عن حوادث الطرق في البلدان المنخفضة الدخل والبلدان المتوسطة الدخل هي من بين المشاة وراكبي الدراجات. غير أن أقل من 35 في المائة من البلدان المنخفضة الدخل والبلدان المتوسطة الدخل لديها سياسات لحماية هؤلاء المستخدمين من الطرق.
وكان المعدل المتوسط 17.4 لكل 000 100 شخص. وفي البلدان ذات الدخل المنخفض الآن أعلى معدلات الوفيات الناجمة عن حوادث المرور على الطرق، حيث تبلغ 24.1 لكل
000 100، في حين أن المعدل في البلدان ذات الدخل المرتفع هو الأدنى، حيث يبلغ 9.2 لكل 000 100 نسمة.
74٪ من الوفيات الناجمة عن حوادث المرور تحدث في البلدان المتوسطة الدخل، التي لا تمثل سوى 53٪ من المركبات المسجلة في العالم. بل هو أسوأ في البلدان المنخفضة الدخل. 1٪ فقط من السيارات المسجلة في العالم تنتج 16٪ من وفيات حوادث المرور في العالم. وهذا يشير إلى أن هذه البلدان تتحمل عبئا كبيرا على نحو غير متناسب من الوفيات الناجمة عن حوادث المرور بالنسبة لمستوى حركتها.
وهناك تباينات كبيرة في معدلات الوفيات الناجمة عن حوادث الطرق بين المناطق. وخطر الوفاة نتيجة لإصابات حوادث المرور أعلى في الإقليم الأفريقي (زيادة 26.6 لكل 100000 من السكان)، وأدنى معدل في الإقليم الأوروبي (تناقص 9.3 لكل 100000 نسمة).
وتحدث نصف الوفيات على الطرق في العالم بين سائقي الدراجات النارية (23%) والمشاة (22%) وراكبي الدراجات (5%) - أي «مستخدمي الطرق الضعفاء» - مع 31% من الوفيات بين ركاب السيارات والباقي 19٪ بين الطرق غير المحددة المستخدمين.
ويمثل البالغون الذين تتراوح أعمارهم بين 15 و44 عاما 59% من الوفيات العالمية الناجمة عن حوادث الطرق. بينما 77% من وفيات الطرق بين الرجال.
وتأتي أرقام الوفيات الإجمالية من تقرير منظمة الصحة العالمية (الجدول A2، تقدير النقطة العمودية، الصفحات 264-271) وغالبا ما تكون عددا معدلات الوفيات الناجمة عن حوادث المرور لتعكس مختلف أساليب الإبلاغ والفرز بين العديد من البلدان (على سبيل المثال (بعد تعديلها إلى فترة 40 يوما)، أو «للتعويض عن نقص الإبلاغ في بعض البلدان»، انظر تقرير منظمة الصحة العالمية، الصفحات 62-74).

## قائمة
يبين الجدول أن أعلى عدد للوفاة يميل إلى أن يكون في البلدان الأفريقية، والأدنى في البلدان الأوروبية. يسرد الجدول أولا المناطق الجغرافية قبل البلدان المصنفة أبجديا. ولا يمكن إجراء مقارنة بين حركة اليد اليسرى واليد اليمنى دون الأخذ في الاعتبار مجموعة متنوعة من العوامل المربكة مثل درجة الامتثال لقواعد المرور ومستوى الشرطة والناتج المحلي الإجمالي